# 1167
Cette page concerne l'année 1167  du calendrier julien.
L'année 1167 est une année commune qui commence un dimanche.

## Événements
- Janvier : Nur ad-Din envoie une nouvelle expédition en Égypte dirigée par Shirkuh[1].
- 30 janvier, Ascalon[2] : Amaury Ier de Jérusalem, appelé par les Égyptiens de Shawar, se dirige vers Bilbéis. Il a l’appui de la flotte byzantine.
- 18 mars : l’armée coalisée des Francs et des Égyptiens de Shawar est battue à al-Balbein par Shirkuh. Elle parvient à rejoindre Le Caire pendant que Shirkuh prend Alexandrie puis se dirige vers la Haute-Égypte, laissant la garde de la ville à son neveu Saladin[3].

- 11 février[4] : au Japon, Taira no Kiyomori devient ministre des Affaires suprêmes. Seigneur originaire de la région d’Hiroshima, il prend le contrôle total du gouvernement central en mariant sa fille à l’empereur.

- Fin juin : Amaury  assiège Saladin dans Alexandrie[5].
- 4 août : reddition d’Alexandrie. Shirkuh doit évacuer l’Égypte, désormais tributaire des Francs. Il est à Damas le 5 septembre[6].
- 21 août : Amaury quitte l’Égypte[7]. Le 29 il épouse à Tyr Marie Comnène, une princesse byzantine[8].

- Le roi de Jérusalem fait lever une dîme pour assurer la défense de la ville[9].

### Europe
- 7 avril : fondation au monastère de Pontida de la première Ligue lombarde par les cités de Lombardie (Milan, Pavie, Crémone, Venise, Modène, Padoue, Plaisance, Ferrare, Bergame, Brescia, Lodi, Bologne, Mantoue, Vérone, Vicence, Trévise…) pour défendre l’autonomie municipale menacée par Frédéric Barberousse[10].
- 27 avril : reconstruction de Milan par la Ligue lombarde[11].

- Mai[12] : réunion du synode cathare de Saint-Félix.
- 19 mai : début du règne de Mstislav II Iziaslavitch de Volhynie, grand-prince de Kiev après la mort de Rostislav Ier (fin en 1169)[13].
- 29 mai : les archevêques de Mayence et de Cologne défont les Romains qui assiègent Frascati à Prataporci, près de Monte Porzio[14].

- 8 juillet : victoire décisive de Manuel Ier Comnène contre Étienne III de Hongrie à la bataille de Sirmium (ou de Zemun)[15]. La paix signée en 1168 assure à l’empire byzantin le contrôle de la Dalmatie et de la Croatie.

- 24 - 31 juillet : Frédéric Barberousse s’empare de Rome après 7 jours de siège, se fait couronner une seconde fois par l’antipape Pascal III le 1er août, mais doit quitter la ville, son armée étant décimée par la malaria. Il retournera en Allemagne au printemps 1168[11].

- Fin août : Henri II Plantagenêts, après avoir négocié une trêve avec Louis VII, réprime la révolte de Guyomar de Léon, le beau-père d’Eudon II de Porhoët[16] ; il fait brûler son château[17].

- 21 septembre : Frédéric Barberousse met les villes rebelles de la Ligue lombarde au ban de l’empire à Pavie[11].

- 15 octobre : Raimond Trencavel, vicomte de Béziers, de Carcassonne et d’Albi, est assassiné à Béziers, dans l’église de la Madeleine, par les bourgeois de la ville[18]. Le comte Raymond V de Toulouse donne Carcassonne, le Razès et l’Albigeois à Roger-Bernard, comte de Foix, mais Roger II Trencavel s’impose dans toutes les principautés de son père avec l’aide du roi d’Aragon[19].

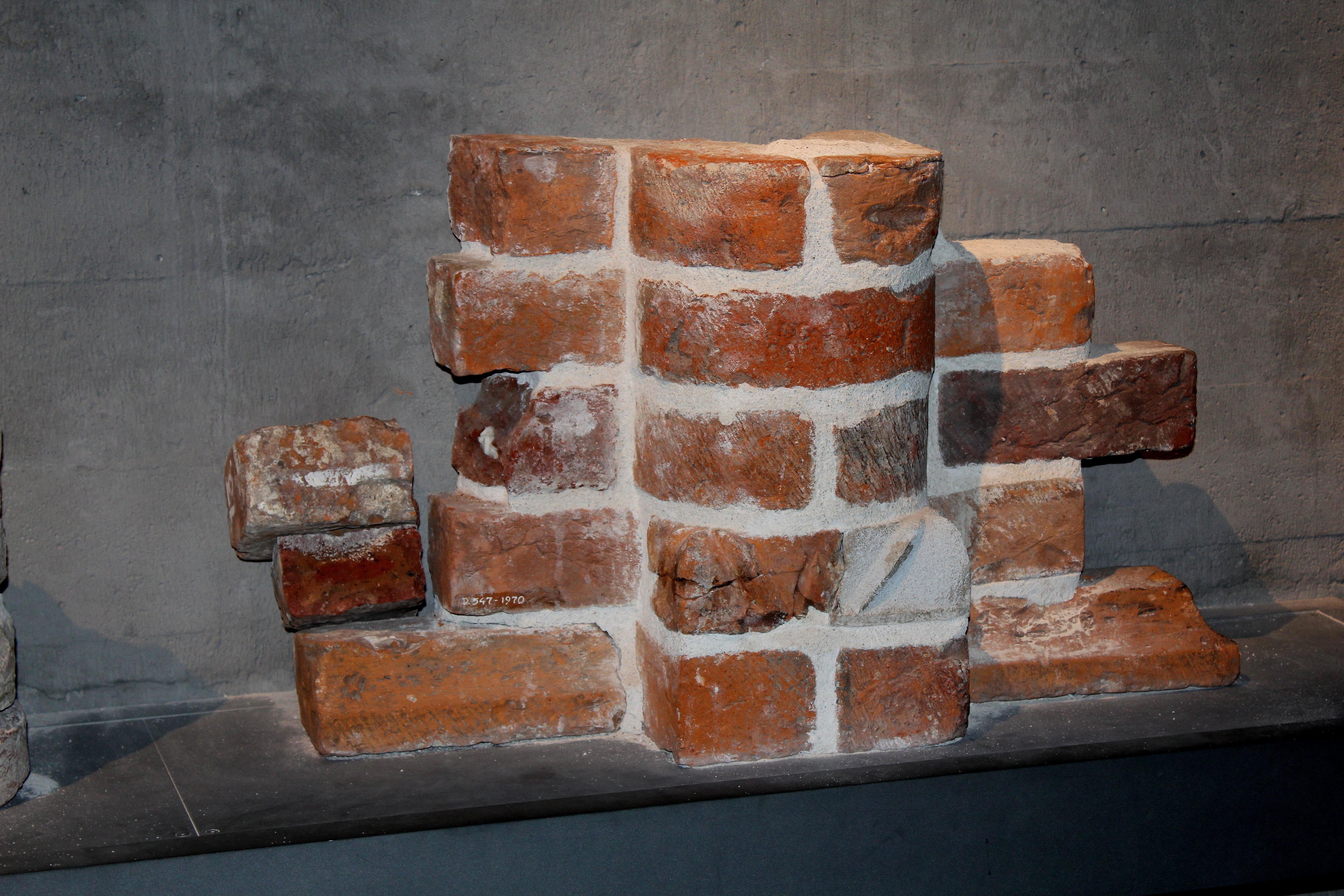
Vestiges du château d’Absalon sous le Folketing à Copenhague.

- L’archevêque de Lund Absalon repousse une flotte norvégienne devant le « portus mercatorum » (köbenhavn, « le port des marchands ») et décide d’ériger une forteresse, Hafnia, sur l’île de Slotsholmen à l’origine de la ville de Copenhague au Danemark[20].
- Le roi d'Aragon et comte de Barcelone Alphonse II Alphonse se fait reconnaitre comme comte de Provence[21].
- Henri II d’Angleterre décide d’interdire aux Anglais de fréquenter l'université de Paris, ce qui favorise l’université d’Oxford[22].
- L’abbaye de Gigean (Hérault) passe à l’ordre de Cîteaux[23].